# Italienisches Militärordinariat

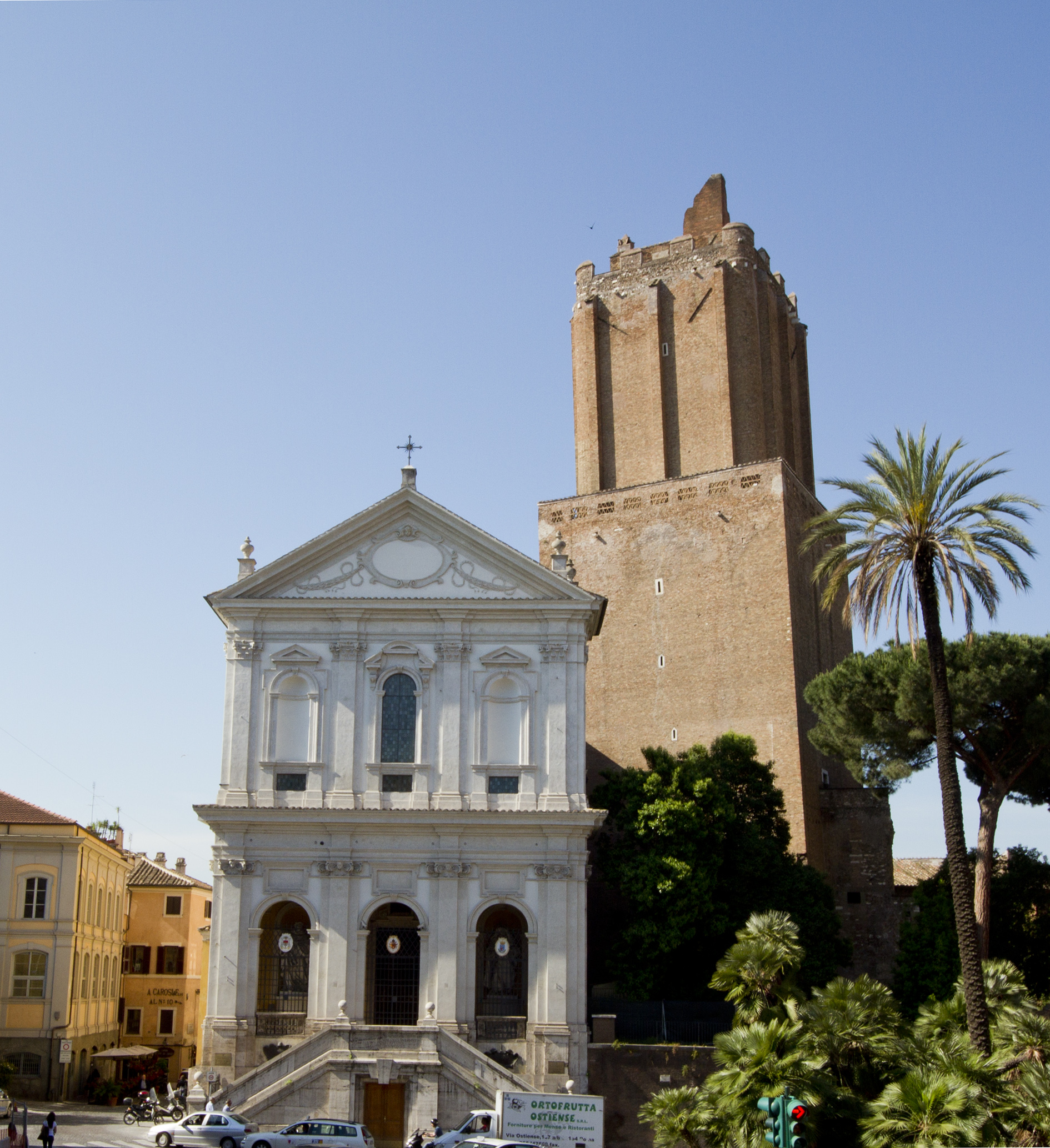
Militärkathedrale in Rom

Das Italienische Militärordinariat (Ordinariato militare per l’Italia) ist ein Militärordinariat in Italien und zuständig für die Italienischen Streitkräfte.

## Geschichte
Das Italienische Militärordinariat betreut Angehörige der italienischen Streitkräfte katholischer Konfessionszugehörigkeit seelsorgerisch. Es wurde durch Papst Pius XI. am 6. März 1925 als Militärvikariat errichtet. Nach gegenseitigem Beschluss zwischen dem Heiligen Stuhl und der Republik Italien befindet sich der Sitz des italienischen Militärordinariats in Rom. Es wurde am 21. Juli 1986 durch Papst Johannes Paul II. mit der Apostolischen Konstitution Spirituali militum curae zur Diözese erhoben.

## Militärerzbischöfe
| Militärerzbischöfe in Italien |                                        |                                                 |                   |                   |
| Nr.                           | Name                                   | Amt                                             | von               | bis               |
| 1                             | Angelo Bartolomasi                     | Titularerzbischof von Petra in Palaestina       | 23. April 1929    | 1944              |
| 2                             | Carlo Alberto Ferrero di Cavallerleone | Titularerzbischof von Trapezus                  | 28. Oktober 1944  | 4. November 1953  |
| 3                             | Arrigo Pintonello                      | Titularerzbischof von Theodosiopolis in Arcadia | 4. November 1953  | 1. Mai 1965       |
| 4                             | Luigi Maffeo                           | Titularerzbischof von Castellum in Numidia      | 16. Januar 1966   | 7. Mai 1971       |
| 5                             | Mario Schierano                        | Titularerzbischof von Achrida                   | 28. August 1971   | 27. Oktober 1981  |
| 6                             | Gaetano Bonicelli                      | Titularerzbischof von Italica                   | 28. Oktober 1981  | 14. November 1989 |
| 7                             | Giovanni Marra                         | Titularerzbischof von Rebellum                  | 14. November 1989 | 31. Januar 1996   |
| 8                             | Giuseppe Mani                          | Titularerzbischof von Zaba                      | 31. Januar 1996   | 20. Juni 2003     |
| 9                             | Angelo Bagnasco                        |                                                 | 20. Juni 2003     | 29. August 2006   |
| 10                            | Vincenzo Pelvi                         |                                                 | 14. Oktober 2006  | 10. August 2013   |
| 11                            | Santo Marcianò                         |                                                 | 10. Oktober 2013  | 10. April 2025    |
| 12                            | Gian Franco Saba                       |                                                 | 10. April 2025    |                   |